# Lady Violet
Francesca Messina, känd under artistnamnet Lady Violet, född 10 september 1972 i Florens, är en italiensk danceartist som var aktiv i slutet av 1990-talet och början av 2000-talet. Hon har adlig bakgrund vilket hon spelar på i sitt artistnamn.
Hennes debutsingel "Inside to Outside", en cover på Limahls sång från 1980-talet, släpptes 1999 och blev hennes största hit. Låten tog sig in högt på listorna i hela Europa; i Sverige var den högt placerad både på föräljningslistan och Tracks. Hon släppte ytterligare fem singlar vilka dock inte blev samma stora hittar men var populära på dansgolven.

## Diskografi

### Singlar
- "Inside to Outside" (1999)
- "Beautiful World" (2000)
- "Lovin' You Baby" (2000)
- "Calling Your Name" (2001)
- "No Way No Time" (2001)
- "In Your Mind" (2002)

### Remixalbum
- The First Steps of Lady Violet (2003)